# Tim Alexander (Schlagzeuger)

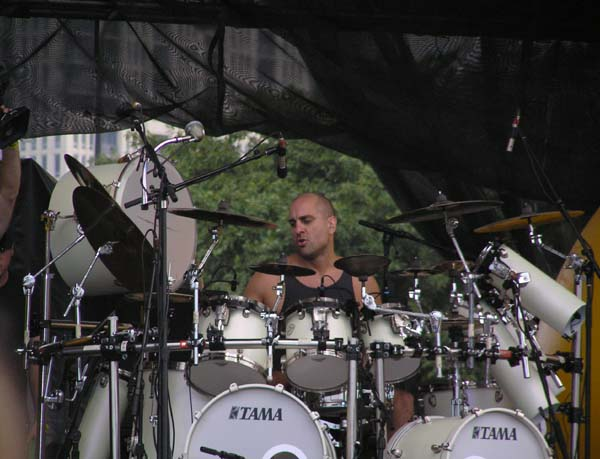
Tim Alexander (2005)

Tim „Herb“ Alexander (* 10. April 1965 in Cherry Point, North Carolina) ist ein US-amerikanischer Schlagzeuger, der vor allem als Drummer der Rockband Primus bekannt wurde.
Alexander spielte auf den Primus-Alben Suck on This, Frizzle Fry, Sailing the Seas of Cheese, Miscellaneous Debris, Pork Soda und Tales from the Punchbowl bevor er die Band 1996 verließ und durch Bryan „Brain“ Mantia ersetzt wurde. In der Folgezeit war er unter anderem Schlagzeuger der Blue Man Group. 2003 kehrte Alexander für die Aufnahme der EP Animals Should Not Try to Act Like People zu Primus zurück. Seit 2013 ist er wieder offizieller Schlagzeuger der Rockband Primus und spielte 2014 das Album Primus & the Chocolate Factory with the Fungi Ensemble sowie das 2017 veröffentlichte Primus-Album The Desaturated Seven ein.
Tim Alexander zeichnet sich vor allem durch seinen experimentellen und abwechslungsreichen, sehr anspruchsvollen Stil aus; er mischt schnelles Doublebass-Spiel mit jazz-artigen Fill-ins und perkussiven afrikanischen Rhythmen.    
Tim Alexander war der erste Schlagzeuger der Band A Perfect Circle.
| Personendaten    | Personendaten                  |
| ---------------- | ------------------------------ |
| NAME             | Alexander, Tim                 |
| ALTERNATIVNAMEN  | Alexander, Herb (Spitzname)    |
| KURZBESCHREIBUNG | US-amerikanischer Schlagzeuger |
| GEBURTSDATUM     | 10. April 1965                 |
| GEBURTSORT       | Cherry Point, North Carolina   |